# 安芬小脂鯉
安芬小脂鯉，為輻鰭魚綱脂鯉目脂鯉亞目脂鯉科的其中一個種。分布於南美洲厄瓜多Magdalena河流域，體長可達100公分(1公尺)，棲息在底中層水域，生活習性不明。